# Parc national de Watarrka
Le parc national de Watarrka  (en anglais, Watarrka  National Park) est un parc national australien établi en 1989 et situé dans le Territoire du Nord, à 1 316 kilomètres au sud de Darwin et à 323 kilomètres au sud-ouest d'Alice Springs. Il abrite le célèbre Kings Canyon à l'extrémité de la chaine George Gill et les sources Kathleen à 25 kilomètres au sud-est de Kings Canyon.
Le nom du parc national est d'origine aborigène et désigne la terre locale. Les Aborigènes d'Australie considèrent le lieu comme sacré et habité par des esprits.

## Géographie

### Situation et dimensions
Situé au sud-ouest du Territoire du Nord, Watarrka possède une superficie de 720km². Sa ville la plus proche est Yulara (mais elle est considérée comme un village touristique), mais étant donné la situation du parc dans un milieu entre savane et désert, il est en conséquence éloigné des plus grandes villes, tel que la capitale du territoire, Darwin, se trouvant à 1316km, ou Alice Springs, qui est la grande ville la plus proche et qui se trouve à 323km.

### Climat
Se situant au centre et entre deux des plus grands désert d'Australie, le climat est donc chaud et aride, cependant la température à une extrême différence entre le jour et la nuit, durant les mois d'été, on peut atteindre les 18°C/64°F (nuit) à 48°C/118°F (jour). Pour les mois d'hiver, on peut y atteindre 0°C/32°F (nuit) à 30°C/86°F (jour).
| Mois                                                                          | jan  | fev  | mars | avril | mai  | juin | juil | août | sep  | oct  | nov  | déc  | année |
| ----------------------------------------------------------------------------- | ---- | ---- | ---- | ----- | ---- | ---- | ---- | ---- | ---- | ---- | ---- | ---- | ----- |
| Température minimale moyenne (°C)                                             | 23,4 | 22,9 | 20,7 | 16,6  | 10,7 | 6,3  | 6,1  | 8,1  | 13,1 | 17,4 | 19,9 | 22,0 | 15,6  |
| Température maximale moyenne (°C)                                             | 38,3 | 36,8 | 34,9 | 30,8  | 24,9 | 21,3 | 22,1 | 24,5 | 29,6 | 33,2 | 35,2 | 36,5 | 30,7  |
| Précipitation (mm)                                                            | 45,9 | 39,7 | 32,9 | 12,4  | 20,8 | 14,0 | 12,7 | 5,9  | 9,6  | 24,0 | 47,7 | 38,9 | 302,8 |
| Relevé de 1990 à 2020 par le bureau météorologique du gouvernement australien |      |      |      |       |      |      |      |      |      |      |      |      |       |

## Géologie
Le parc a été forgé sur environ 400 millions d'années. Le canyon le plus connu du parc; Kings canyon, s'élève à 270 mètres et est fabriqué à partir de couches de grès avec du schiste dur entre les couches.
À des dizaines de mètres au-dessus du trou d’eau s’étendent les dômes de la Cité perdue. Façonnés par l’érosion de fissures verticales sur le grès, ces monts rouges ont été formés sur plus de 20 millions d’années.

## Histoire
Le parc abrite le peuple Luritja (propriétaire traditionnel du site) depuis des milliers d'années. Il est également un des lieux considéré sacré et habité par des esprits selon les aborigènes d'Australie. On a découvert des peintures et gravures autochtones bien conservées dans la région.
On estime que les Luritja ont vécu dans le parc pendant plus de 20 000 ans (environ 22 000 ans). En 1896, les colons introduisent du bétail dans la zone, profitant du fait que Kathleen Springs possède une source d’eau. Les Aborigènes deviennent alors des éleveurs de bétail, mais dans les années 1960, sont construits des enclos ainsi qu’une route menant d’Alice Springs à Kings Canyon. Le travail des Aborigènes est facilité : le bétail peut enfin être acheminé par camion et non plus à cheval.
Des artefacts trouvés vers la rivière Kathleen Creek, dans George Gill Range montrent que les Aborigènes ont utilisé la gorge durant des milliers d’années.
Le parc fut découvert par Ernest Giles en 1872, il a été inscrit au registre du domaine national qui aujourd'hui a disparu et fut officiellement créé le 31 juillet 1989.

### Mythe et légende
Pour les Luritja, les dômes de la Cité perdue sont de jeunes «hommes kuninga», qui ont voyagé près du canyon pendant le Temps du Rêve. Le terme kuninga désigne, dans la langue luritja, «chat natif». Pour les Luritja, ces chats natifs sont toujours là aujourd’hui.
Le cours d’eau Kings Creek, appelé Watarrka Karru (Karru signifiant ruisseau) par les Luritja est un site sacré et un lieu de cérémonie important. Durant le Temps du Rêve, les hommes chats, kuninga, ont voyagé du sud-ouest jusqu’à atteindre le cours d’eau au nord, qu’ils ont remonté afin de pratiquer des cérémonies au pied de la cascade. Les arbres que l’on peut voir tout le long du cours d'eau sont aussi sacrés car ils font partie des traces laissée par les kuninga. Par conséquent, les Aborigènes n’ont jamais utilisé le bois.

## Milieu naturel
Le parc possède une grande diversité d'espèces végétale, il est considéré comme "un musée de plantes vivantes", en plus de sa faune et de sa flore, il est très réputé pour ses piscines rocheuse permanentes, où des dizaines d'animaux et de plantes vivent dans ce parc grâce à ses piscines rocheuses.

### Faune
Le parc est connu pour ses nombreuses espèces d'oiseaux, plus de 80 y résident.

### Flore
Le parc possède des forêts denses de palmiers (notamment des cycas), de fougères et de cycadophytes, qui protègent et abritent les animaux du désert aride. Parmi elles, il existe 572 espèces végétales, dont 60 rares.

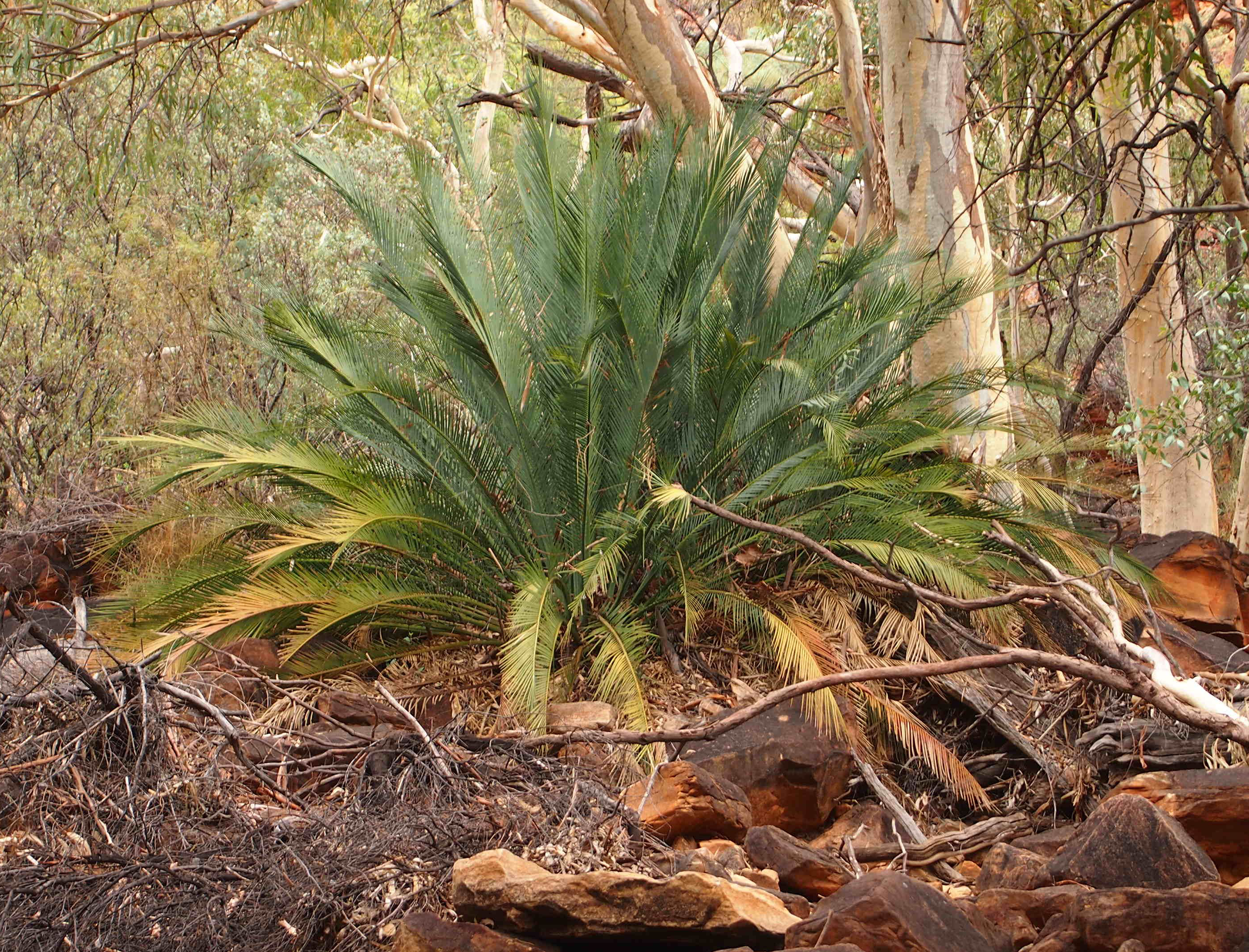
Cycas macozamia

## Sites
Le parc est notamment connu pour son canyon, ses chaînes de montagnes ainsi que ses piscines rocheuses.

### Lieux importants
- Kings Canyon
- Garden of Eden; un lieu extrêmement sacré, selon les Luritja.
- George Gill Range; une chaîne de montagne

### Galerie

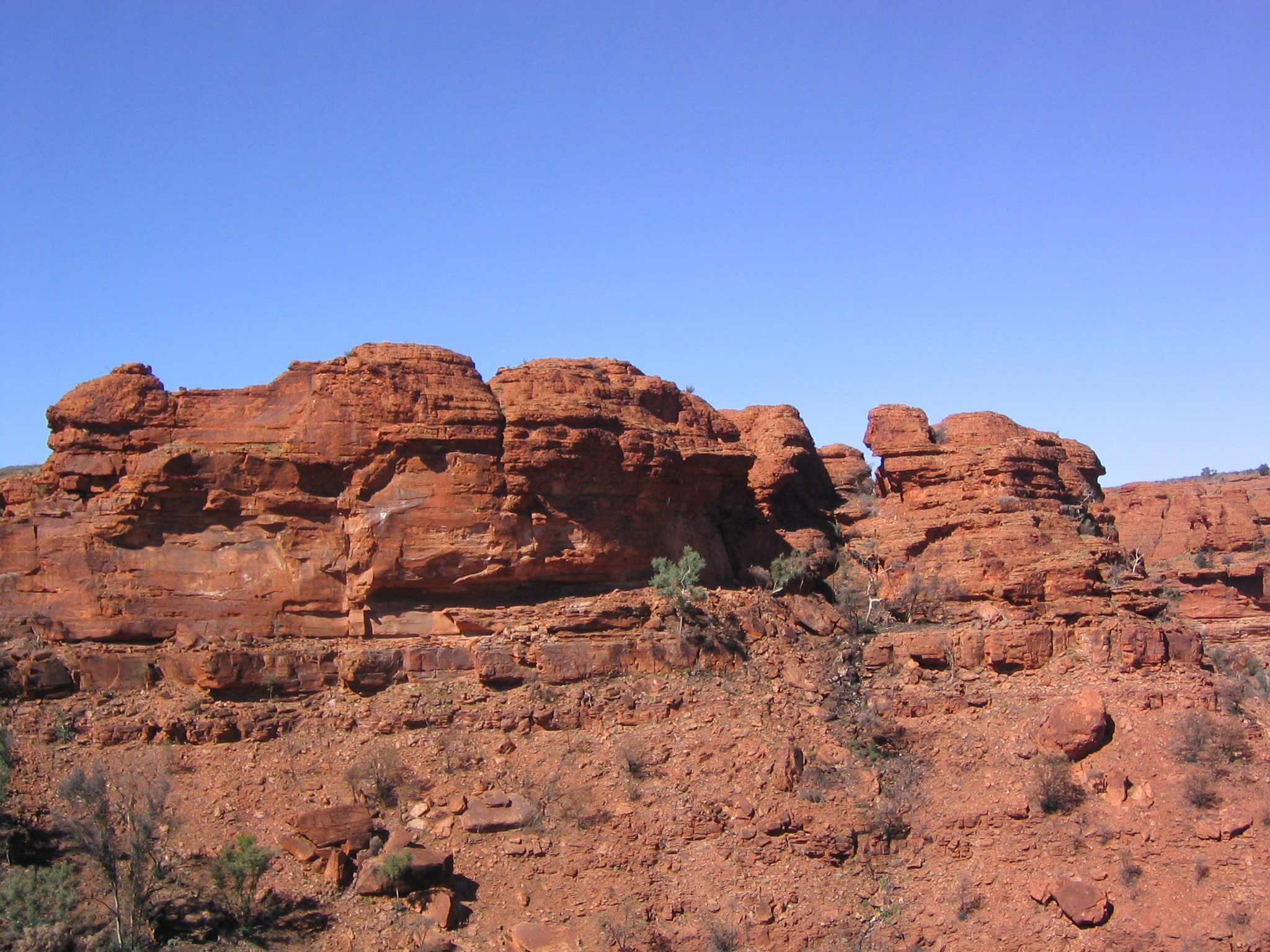
King's canyon
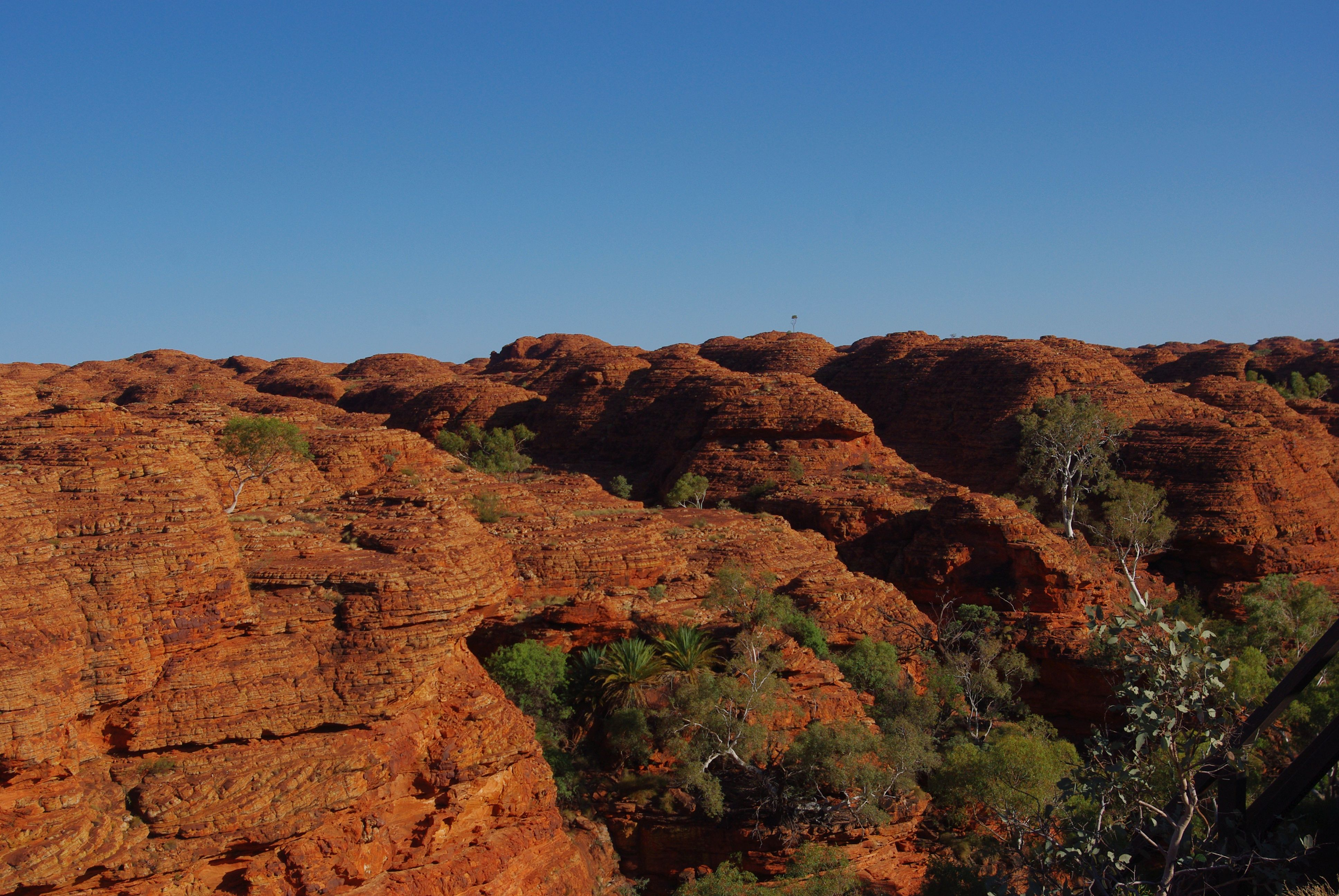
Dôme de pierre visible dans les hauteurs de King's Canyon
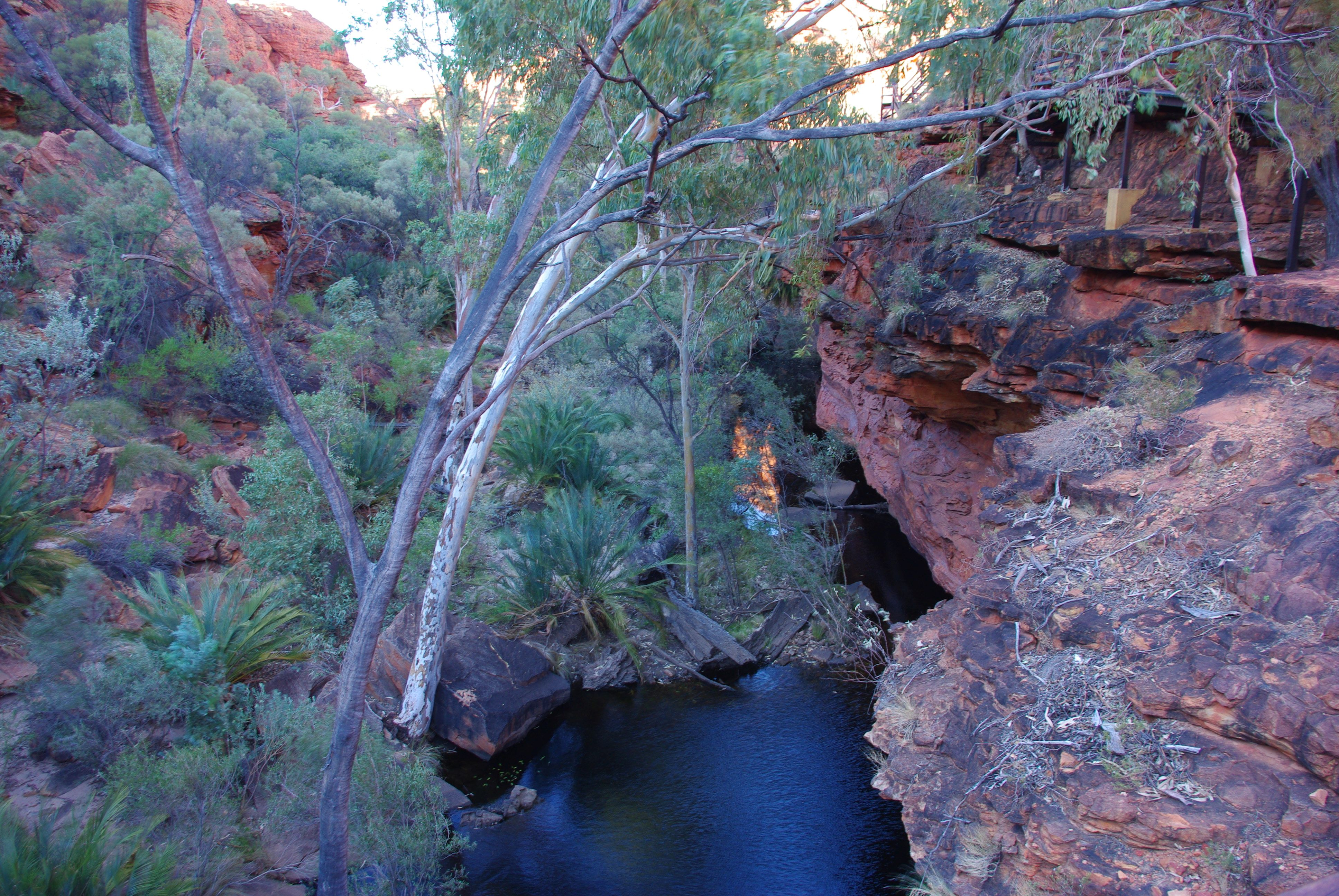
Piscine rocheuse
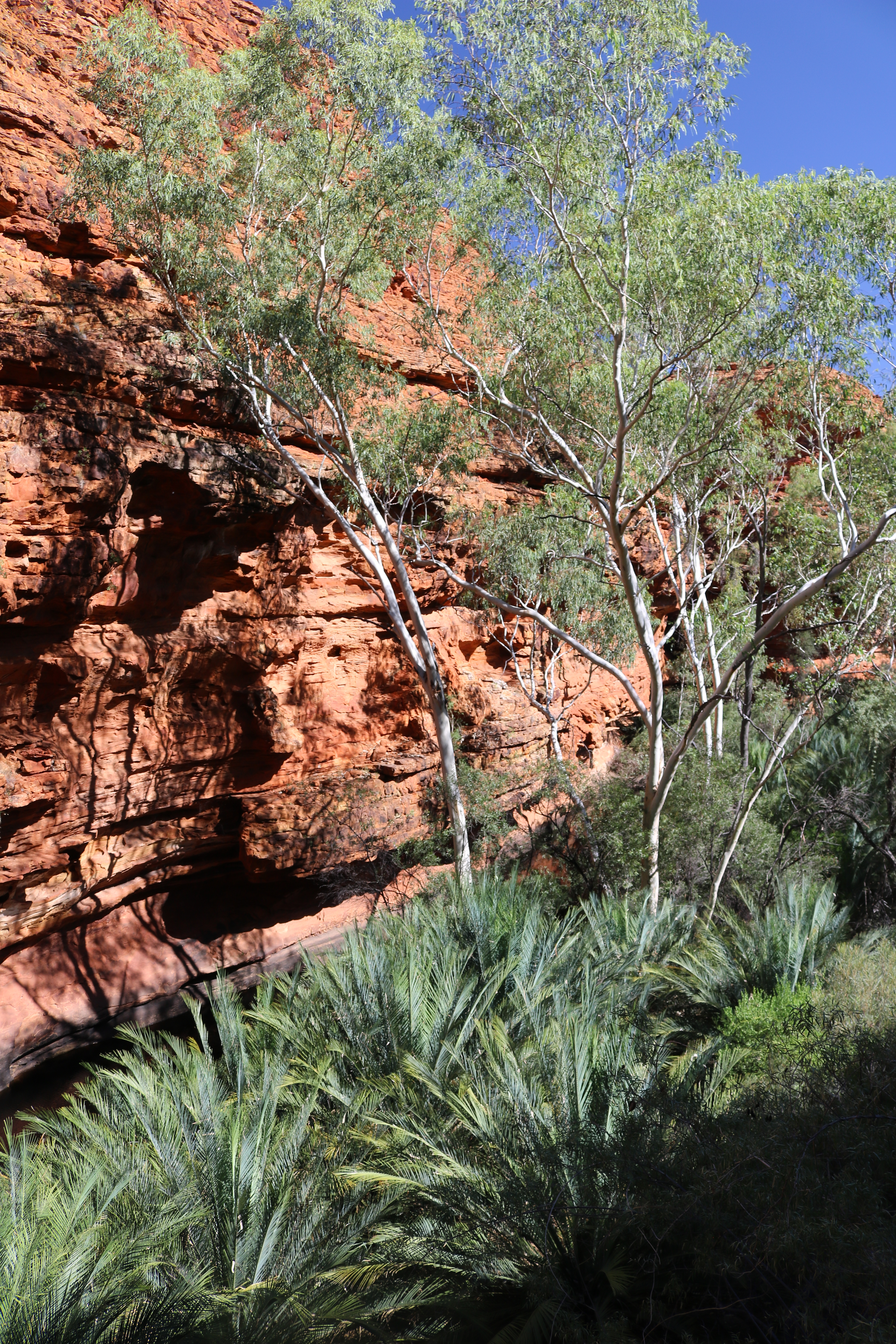
Garden of Eden
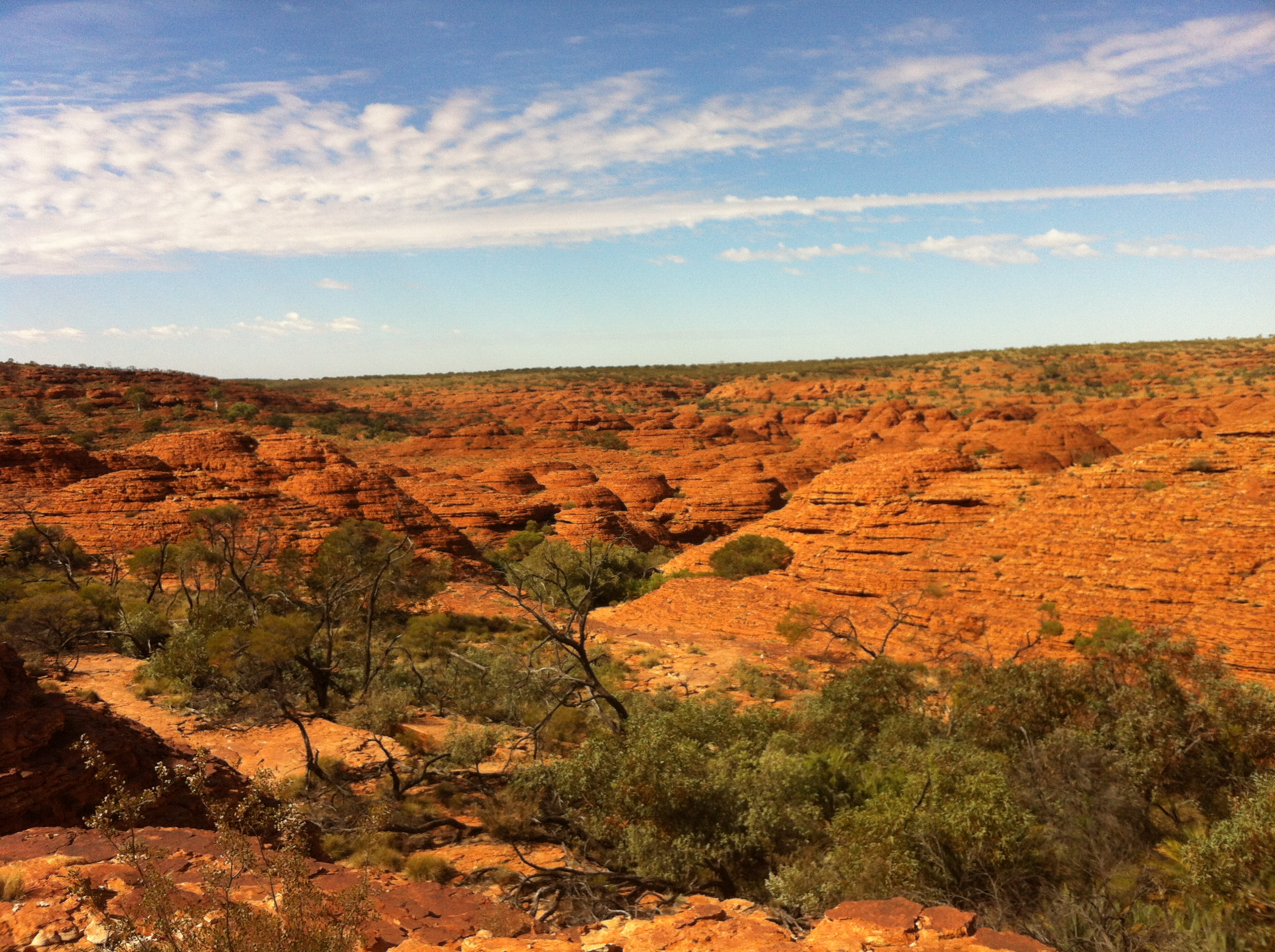
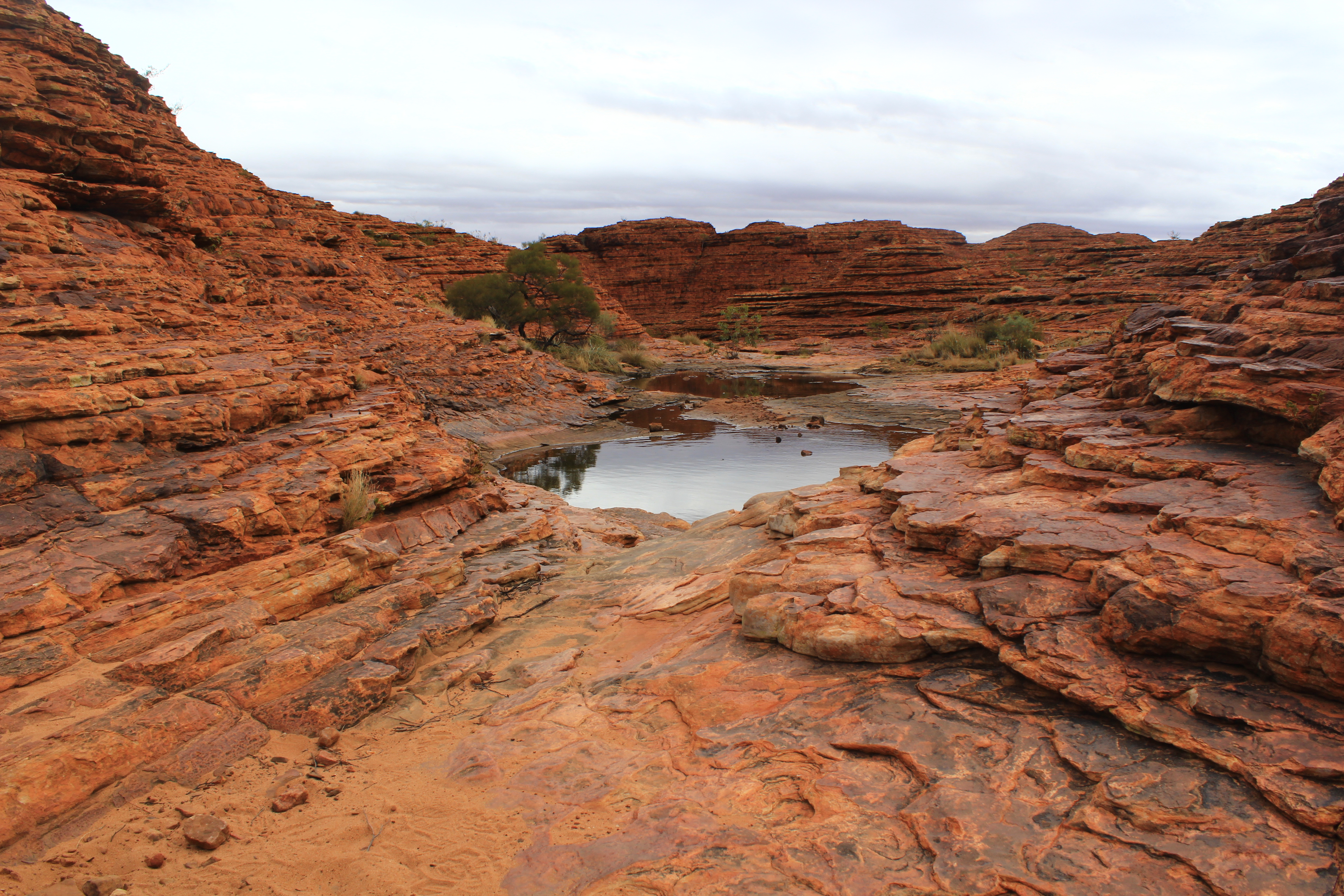

## Tourisme

### Activités
Le parc est connu pour ses différents sentiers, la zone la plus visitée du parc, située autour de Kings Canyon, en comprend deux, l'un descendant dans le canyon et l'autre faisant le tour de ce dernier. Le premier prend fin à un site d'initiation aborigène tandis que le suivant constitue une boucle passant par les hauteurs du canyon et traversant le Garden of Eden, une oasis située en amont. Façonné par les aborigènes en premier, ils sont devenus des attractions touristique dans les années 1980, ils sont idéaux pour la randonnée, pour les débutants comme pour les experts.

#### Accessibilité
Le parc est accessible par plusieurs endroits:
- Par avion: par l'aéroport d'Ayers Rock à Yulara.
- Par la route, en direction / en venant d'Uluru, Alice springs

#### Séjourner
Le parc possède 4 hôtels: 
- Kings Canyon Dreamtime Escarpment: hôtel 4 étoiles
- Kings Canyon Resort: hôtel 4 étoiles
- Kings Canyon Holliday Park: hôtel 3 étoiles
- Kings Creek Station: hôtel 2 étoiles